# Ru Zhijuan
Ru Zhijuan (chinois simplifié : 茹志鹃), née le 30 octobre 1925, morte le 7 octobre 1998, est une écrivaine chinoise.

## Biographie
Ru Zhijuan, la plus jeune de 5 enfants d’une famille très modeste, naît en 1925 à Shanghai de migrants de Hangzhou. Lorsqu’elle a 3 ans, sa mère meurt et son père quitte la famille. Elle et un de ses frères sont élevés par leur grand-mère. Elle ne commence l'école primaire qu'à 10 ans, et un an plus tard, elle déménage à Hangzhou avec sa grand-mère, qui meurt peu après. Elle est envoyée dans un orphelinat à Shanghai. Après un an dans une école professionnelle pour femmes, un internat missionnaire chrétien pour filles et une école de comté, elle termine ses études secondaires avec seulement quatre ans de scolarité, mais reste passionnée par l’écrit.  En novembre 1943, à l’âge de 18 ans, elle publie dans une revue une première nouvelle, qu’elle intitule 生活 [ Une Vie ]. Elle s’engage peu de temps après, avant même la publication, dans la Nouvelle Quatrième armée chinoise.  Dans ses activités militaires, elle intervient aussi dans une troupe de théâtre,  et est chargée d’écrire des chants, des poèmes et des ballades patriotiques.
En 1944, elle épouse Wang Xiaoping, né à Singapour mais arrivé en Chine pour combattre les Japonais. En 1947, elle rejoint le Parti communiste chinois. En 1955, elle quitte l'armée et devient rédactrice en chef d’un magazine littéraire et artistique, le mensuel 文艺月报, et prend sa retraite en 1960 pour se consacrer à l’écriture à temps plein.
Elle publie essentiellement des nouvelles. Une de ses nouvelles, publiée en 1958, 百合花, [Fleur de Lys] est critiquée par certains pour sa « sentimentalité bourgeoise ». La qualité de l’analyse psychologique et la fraîcheur du texte contrastent en effet avec les habitudes de l’époque, et avec une littérature qui se met essentiellement au service de la politique. Mais l’œuvre est louée par le ministre de la Culture et auteur Mao Dun, et devient populaire. Pour autant, beaucoup de ses publications de cette période ont pour arrière-plan la guerre et la reconstruction, et ont le bon goût de montrer le soutien de la population à la révolution et au parti communiste : elles s’inscrivent, d'une certaine façon, dans les normes proposées par Mao Zedong aux écrivains (le « Discours de Yan'an sur la Littérature et l’Art » prononcé par Mao en 1942 uniformisant les styles et les thèmes). Une nostalgie de la qualité des relations humaines connues par l’auteure pendant les années de guerre perce également à travers ses écrits. Elle s'intéresse aussi à l'évolution de la société chinoise par rapport aux valeurs traditionnelles. Elle est considérée de fait comme une des auteures les plus importantes de l’après-guerre. Elle ne publie plus d'ouvrages pendant la Révolution culturelle, car on estimait à l'époque que son travail traitait des préoccupations des gens ordinaires, mais pas assez de questions politiques plus importantes.
Elle regagne quelques faveurs lorsque la Révolution culturelle  est reconsidérée. En occident, elle est étiquetée comme ayant été une opposante à la bande des Quatre.
Elle devient secrétaire du parti pour la Shanghai Writer's Association. À partir de 1977, ses écrits adoptent un ton plus piquant. Elle mène aussi une réflexion sur la condition féminine, et elle le fait avec émotion. Elle consacre pratiquement les dix dernières années de sa vie à une œuvre autobiographique, 她从那条路上来   [Le chemin d’où je viens], qui est publiée quelques mois après sa mort et présentée par sa fille devenue également une écrivaine bien connue, Wang Anyi.  Elle meurt à Shanghai en 1998, à l'âge de 73 ans,.